# Belgische gemeenteraadsverkiezingen 1926
De Belgische gemeenteraadsverkiezingen van 1926 vonden plaats op zondag 10 oktober 1926. De vorige gemeenteraadsverkiezingen vonden plaats op zondag 24 april 1921 en de volgende op zondag 9 oktober 1932.
De gemeenteraden van alle 2.671 Belgische gemeenten werden verkozen voor een periode van zes jaar.

## Zonder stemming
In een aantal gemeenten waren er evenveel (of zelfs minder) kandidaten als het aantal te verkiezen gemeenteraadsleden, waardoor de kandidaten automatisch verkozen zijn.
- Dit is het geval in 292 gemeenten (13,76% van alle gemeenten)
- In totaal 3.084 gemeenteraadsleden (13,16% van alle raadsleden)
- In totaal 216.338 kiesgerechtigden die niet moesten stemmen (4,67% van alle kiesgerechtigden)

## Uitslagen
In Antwerpen wordt de katholiek Frans Van Cauwelaert als burgemeester herkozen. Hij vormt samen met de socialisten van Camille Huysmans een coalitie tegen de liberalen.
In Brussel werden 41 gemeenteraadsleden verkozen: 16 katholieken (plus één op een andere katholieke lijst), 12 liberalen, 10 socialisten en 2 communisten. Burgemeester Adolphe Max (liberale partij) werd herverkozen.
In Luik werden 39 gemeenteraadsleden verkozen: 14 katholieken, 14 socialisten, 9 liberalen en 2 communisten. Liberaal Émile Digneffe bleef burgemeester maar zou snel opgevolgd worden door partijgenoot Xavier Neujean.